# Pająk (dekoracja)

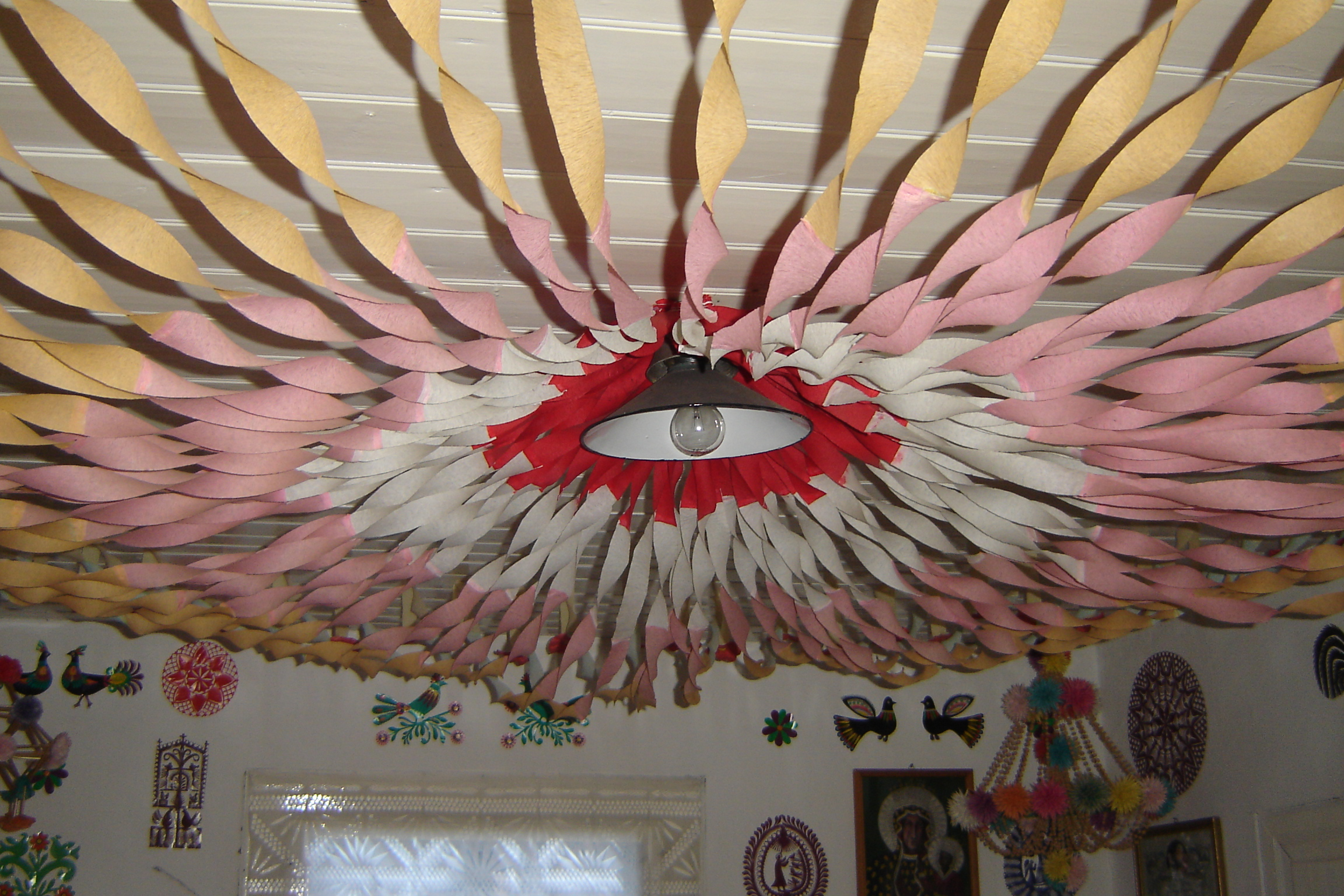
Pająk w chacie kurpiowskiej.

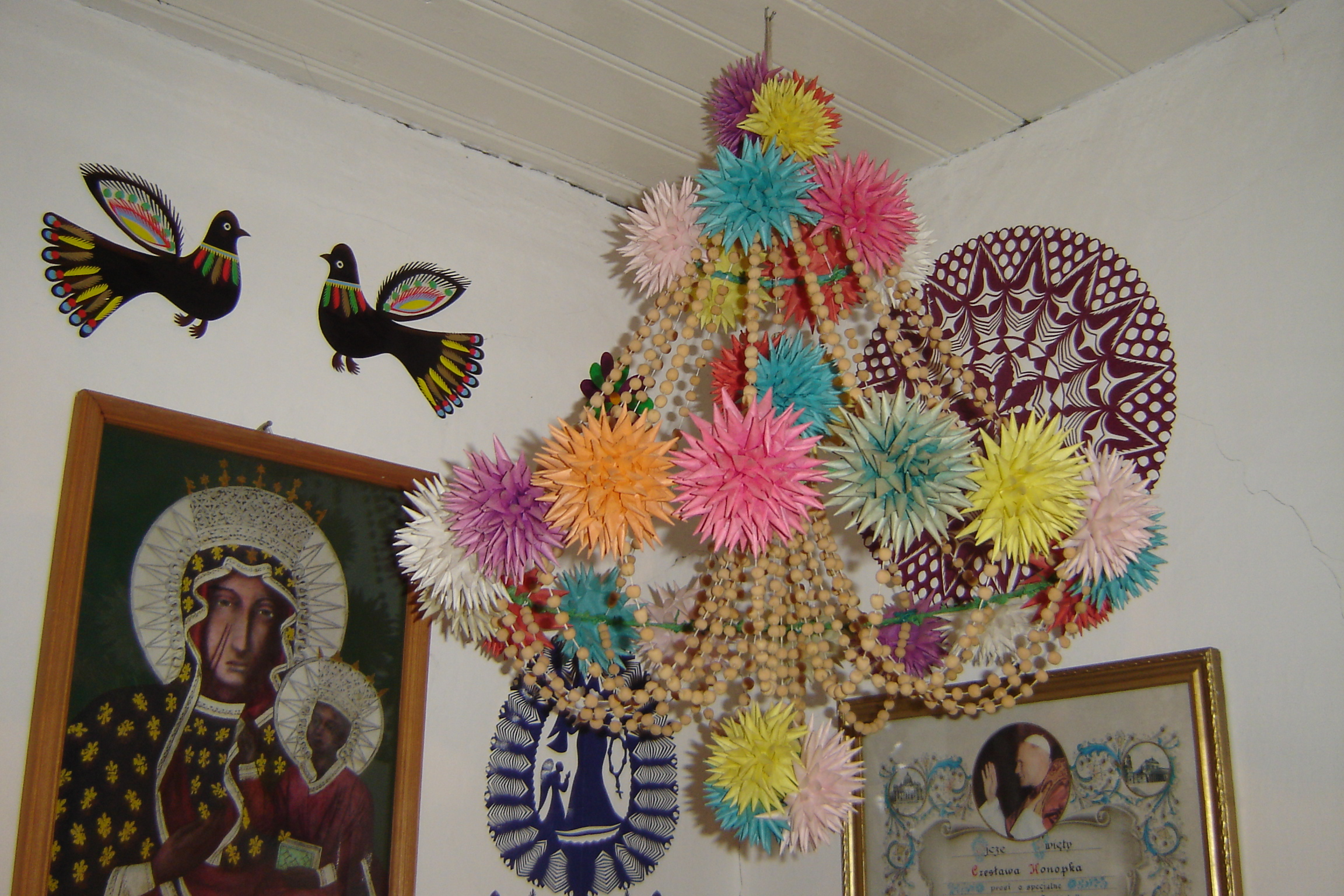
Kierec – ozdoba podsufitowa z regionu kurpiowskiego.

Pająk – ludowa ozdoba wnętrz mieszkalnych wieszana na środku izby, także żyrandol lub kierec.
Pająki należały do tradycyjnych form zdobniczych. Prawdopodobnie jest to ozdoba znacznie wcześniejsza niż wycinanki. Jest bardzo ściśle powiązana z obrzędowością i wykonana z łatwo dostępnych surowców pochodzenia miejscowego: słomy, fasoli, grochu, piór, włóczki, postrzępionego płótna oraz – później wprowadzonych kolorowych bibułek i papierów. Pająki pełniły funkcje dekoracyjne, wieszane na środku sufitu lub w tzw. świętym kącie. Tam też wieszano pająki na każde święta Bożego Narodzenia lub/i Wielkanocy (wtedy z ozdobionymi wydmuszkami jaj), zawsze na nowo wykonane. Stanowiły symbol urodzaju i szczęścia w nowym roku.
Pająki przybierały różne kształty. Najprostsze to patyczki, druty wbijane w burak albo seler i podczepiane do sufitu. Występowały też formy od krystalicznych – ze słomy, od bardzo prostych, złożonych z kilku połączonych ze sobą ażurowych graniastosłupów, aż po bardzo skomplikowane konstrukcje, również ze słomy – pająki w kształcie kuli, z grochu lub fasoli – zazwyczaj w kształcie żyrandoli, z włóczki i ze słomy w kształcie cztero-, sześcio- i ośmiobocznych tarcz. Na przełomie XIX i XX w. do wszystkich typów pająków wprowadzono ozdoby bibułkowe i papierów w formie kul, jeżyków, harmonijek, gwiazdek lub po prostu strzępionych tasiemek. 
Pająki występowały powszechnie na terenie całej Polski, a obecnie są popularnym przedmiotem warsztatów rękodzielniczych, stanowią też inspirację dla dekoratorów wnętrz i animatorów miejskich, włączone w nurt etnodizajnu.
Kolekcja pająków znajduje się m.in. w Państwowym Muzeum Etnograficznym w Warszawie: są to obiekty m.in. z etnograficznego regionu kurpiowskiego i łowickiego.